# Michael Angold
Michael Angold (n. 26 iunie 1940) este un istoric englez, Professor Emeritus de istorie bizantină și membru de onoare la Universitatea din Edinburgh.
A lucrat în domeniul istoriei medievale și renascentiste și s-a specializat în istoria Bizanțului, studiind în principal perioada dinastiei Comnenilor, precum și perioada târzie a istoriei bisericii bizantine.
Este membru al Royal Historical Society.
Michael Angold a fost anterior responsabil pentru realizarea unei bibliografii a publicațiilor în limba engleză pentru Byzantinische Zeitschrift.

## Opere

### Cărți

#### Autor
- A Byzantine Government in Exile: Government and Society under the Laskarids of Nicaea, 1204-1261 (Londra: Oxford University Press, 1975)
- The Byzantine Empire, 1025-1204: a Political History (Londra: Longman, 1984; ed. a II-a, New York: Longman, 1997)
- Church and Society in Byzantium under the Comneni, 1081-1261 (Cambridge: Cambridge University Press, 1995)
- Byzantium: the Bridge from Antiquity to the Middle Ages (Londra: Weidenfeld & Nicolson, 2001; ed. a II-a, Londra: Phoenix, 2002)
- The Fourth Crusade: Event and Context (Harlow: Longman, 2003)
- The Fall of Constantinople to the Ottomans (Pearson, 2012). Ed. greacă: Η Άλωση της Κωνσταντινούπολης από τους Οθωμανούς (Κριτική, 2013)

#### Editor
- The Byzantine aristocracy, IX to XIII centuries (BAR International Series 221, Oxford: BAR, 1984)
- Eastern Christianity (Cambridge: Cambridge University Press, 2006)

### Teză
- The Administration of the Nicaean Empire (1204-1261) (teză de doctorat, University of Oxford, 1967)

### Articole
- „Procopius' portrait of Theodora”, în C.N. Constantinides, N.M. Panagiotakes, E. Jeffreys și A.D. Angelou (eds.), Studies in Honour of Robert Browning (Veneția: Istituto ellenico di studi bizantini e postbizantini di Venezia, 1996), pp. 21–34.

## Vezi și
- John Van Antwerp Fine Jr.